# Tomentella ellisii
Tomentella ellisii är en svampart som först beskrevs av Pier Andrea Saccardo, och fick sitt nu gällande namn av Jülich & Stalpers 1980. Tomentella ellisii ingår i släktet Tomentella och familjen Thelephoraceae.  Arten är reproducerande i Sverige. Inga underarter finns listade i Catalogue of Life.